# Kungälvs IK
Kungälvs IK, bildad 1952, är en ishockeyklubb från Kungälv som spelar i Hockeyettan säsongen 2025/2026. Hemmaarena är Oasen. Ordförande i klubben är Joakim Svensson.

## Historia
Klubben bildades 1952 och nådde framgångar redan efter ett år då juniorerna vann DM. Till säsongen 1962/1963 nådde representationslagen Division II, vilket vid denna tid verkligen var andradivisionen i svensk ishockey.
I mitten av 1960-talet drabbades man av flera milda vintrar där isen inte frös och någon konstfrusen isbana blev inte av. Istället byggde grannbyn Ytterby en uterink till 1968 där även Kungälv kunde träna. 1978 gick man samman till Kungälv/Ytterby HK, KYHK. 1983 inledde man dessutom ett samarbete med Torsby IK.
Till säsongen 1999/2000 gick Kungälv upp i Division 1 för första gången. Det varade två säsonger, men man var tillbaka igen 2005 och då höll man sig kvar i sju säsonger. Sedan dess har man spelat i Hockeytvåan som ny är den fjärde högsta divisionen i svensk ishockey.

### Säsonger i Division 1
| Säsong                                   | Division           | Placering | Vårserie                  | Kval/Playoff                                  |
| ---------------------------------------- | ------------------ | --------- | ------------------------- | --------------------------------------------- |
| 1999/2000                                | Division 1 Södra A | 8         | 6:a i vårserien           | 1:a i kvalserien till Division 1              |
| 2000/2001                                | Division 1 Södra A | 10        | 5:a i vårserien           | 4:a i kvalserien till Division 1, nerflyttade |
| 2001–2005 spelade man i lägre divisioner |                    |           |                           |                                               |
| 2006/2007                                | Division 1E        | 7         | 5:a i fortsättningsserien |                                               |
| 2007/2008                                | Division 1F        | 7         | 4:a i fortsättningsserien |                                               |
| 2008/2009                                | Hockeyallsvenskan  | 3         | 8:a i Allettan Södra      |                                               |
| 2009/2010                                | Hockeyallsvenskan  | 10        | 6:a i fortsättningsserien | 1:a i kvalserien till Division 1              |
| 2010/2011                                | Hockeyallsvenskan  | 5         | 2:a i fortsättningsserien |                                               |
| 2011/2012                                | Hockeyallsvenskan  | 9         | 6:a i fortsättningsserien | 1: i kvalserien till Division 1               |
| 2012/2013                                | Hockeyallsvenskan  | 11        | 6:a i fortsättningsserien | 3:a i kvalserien till Division 1, nerflyttade |

## Stjärnor från klubben
Klubben har producerat stjärnor som Mikael Andersson, Niklas Andersson, Lias Andersson, Per-Johan Axelsson, Fredrik Sjöström, Pontus Widerström och Anton Axelsson.
|                      | A-landskamper | B-landskamper |
| -------------------- | ------------- | ------------- |
| Mikael Andersson     | 47            |               |
| Niklas Andersson     | 52            | 2             |
| Ronny Andersson      |               | 3             |
| Per-Johan Axelsson   | 48            | 3             |
| Gert Blomé           | 118           | 2             |
| Ingemar Caris        | 16            | 7             |
| Kurt Carlsson        |               | 2             |
| Kent Eriksson        |               | 3             |
| Svante Ganholm       | 36            | 16            |
| Kjell-Ove Gustavsson |               | 6             |
| Ove Karlsson         | 10            |               |
| Björn Lindberg       | 5             | 14            |
| Kurt Olofsson        | 1             | 14            |